# Нижньотимкино
Нижньоти́мкино (рос. Нижнетимкино, башк. Тубәнге Тимкә) — присілок у складі Кармаскалинського району Башкортостану, Росія. Входить до складу Кабаковської сільської ради.
Населення — 195 осіб (2010; 189 в 2002).
Національний склад:
- башкири — 67 %
- татари — 29 %